# 40. vestlige længdekreds
Den 40. vestlige længdekreds (eller 40 grader vestlig længde) er en længdekreds, der ligger 40 grader vest for nulmeridianen. Den løber gennem Ishavet, Grønland, Atlanterhavet, Sydamerika, det Sydlige Ishav og Antarktis.